# Quavo
Quavious Keyate Marshall (sinh ngày 2/4/1991, nghệ danh: Quavo) là nam rapper, ca sĩ, nhà sản xuất nhạc người Mỹ. Anh cũng là thành viên của nhóm nhạc hip hop Migos.

## Thời thơ ấu
Quavious Keyate Marshall sinh ra tại Athens, Georgia. Mẹ của anh, bà Edna Marshall, là một thợ cắt tóc; cha anh đã qua đời từ khi anh mới 4 tuổi. Anh và hai thành viên còn lại trong nhóm Migos lớn lên cùng nhau ở hạt Gwinnett, một vùng ngoại ô phía đông bắc Atlanta. Marshall từng theo học cấp trường III Berkmar.

## Sự nghiệp
Năm 2008, Quavo cùng với Takeoff và Offset thành lập ra nhóm nhạc Migos.
Ngày 12/10/2018, Quavo ra mắt album phòng thu đầu tay có tựa đề Quavo Huncho. Các đĩa đơn từ album này lần lượt là: "Workin Me", "Lamb Talk", "Bubble Gum" và "Pass Out" (hợp tác với 21 Savage).

## Danh sách album

### Album phòng thu
- Quavo Huncho (2018)